# Isento de Tomar
Isento de Tomar é uma antiga circunscrição católica portuguesa, com jurisdição equivalente a Diocese, que tinha sede em Tomar. Estava directamente subordinado à Santa Sé. Foi extinto em 1882, quando o seu território foi dividido pelo Patriarcado de Lisboa e a Diocese de Coimbra. Actualmente o seu antigo território pertence à Diocese de Santarém.
Criado no tempo da Ordem dos Templários, passou depois à Ordem de Cristo, esta circunscrição tinha como sede eclesiástica o Convento de Cristo, em Tomar. O Isento de Tomar tinha como Prelado o próprio Papa, sendo governado por um Vigário nomeado pelo Grão-Mestre da Ordem de Cristo.
O território compreendia os actuais concelhos de Tomar e Ferreira do Zêzere, com excepção das vilas de Asseiceira e Paialvo. Estava também incluída a Igreja de Santiago, em Santarém. Até à criação da diocese do Funchal, em 1514, o vigário do isento de Tomar, como responsável espiritual da Ordem de Cristo, tinha ainda responsabilidade pelas possessões ultramarinas portuguesas na Madeira, Açores, África (excepto Marrocos), Brasil e Índia.